# Измаильский морской торговый порт
Измаильский морской торговый порт — крупный украинский государственный торговый порт международного значения. Расположен на левом берегу реки Дунай. К акватории порта относится часть Килийского гирла протяженностью 9 километров. Порт может принимать суда с длиной до 150 м, ширина — 30 м, осадкой — 6.5 — 7.0 м.

## Характеристики порта

### Расположение
Граница порта Измаил проходит по левому берегу Килийского гирла от 84,6 до 85,6 км и от 90,0 до 94,0 км на расстоянии до 500 м от берега в сторону города. К акватории порта относится водное пространство Килийского гирла от 82,0 до 96,0 км от левого берега до условной государственной границы по фарватеру реки.

### Прием судов и перегрузка
Глубина причальной стенки — 3.5 — 7.5 м. Навигация круглогодичная. Рейд порта для якорной стоянки судов разделен на два района: от 89,0 до 96,0 км и от 80,0 до 89,0 км. Плавание по акватории порта регулируется постом регулирования движения судна. Главным образом, порт обслуживает навалочные грузы (железорудный концентрат, железорудные окатыши, уголь, кокс, удобрения, химикаты, зерновые, черные и цветные металлы) и штучные грузы, упакованные в мешки, кейсы, эластичные контейнеры, или неупакованные (древесная масса, пиломатериалы, металлолом, стальные и бумажные изделия). Проектная пропускная способность предприятия — 8.5 млн тонн.

### Инфраструктура
Перегрузочный комплекс порта представлен портальным кранами в количестве 59 штук (1991) фирм Abus, Takraf («Albatros» и «Albrecht», (грузоподъемность — 5 тонн), «Falcon» (грузоподъемность — 16/20 тонн), «Condor» (грузоподъемность — 32/40 тонн)), Ganz (грузоподъемность — 5 тонн), НКМЗ (1 единица). Транспортировочная техника представлена тракторами Т-150 (ХТЗ), «Коваль» 5300 («Мелитопольский механический завод», 1 ед.) погрузчиками фирм Hyster (5 ед.), Terex Fuchs MHL 360 (2 ед.).
Бункеровочная база порта, расположенная на 85 км реки Дунай.
Здесь имеются мазутохранилище емкостью 50 м3, бензохранилище, емкости для отстоя масел, емкости для хранения и слива масел, емкость под отработанные масла.
Осуществляется прием и сдача фекальных и льяльных вод с судов. В порту находится станция очистки льяльных вод СБО-5.
Общая площадь крытых складов — 19,7 m².
Общая площадь открытых складов — 201,1 m².
Инфраструктурные объекты также представлены:
- одноколейной железной дорогой с пропускной способностью в 300 вагонов в день[5]
- 2 контрольно-пропускными пунктами (ППК-1 и ППК-2,3)

### Структура
Порт состоит из трех терминалов:
- Производственно-погрузочный комплекс № 1 (перевалка штучных грузов и грузов в мешках, оборудования, сельхозтехники, металлов, пакетированных грузов, зерна (до 1,2 млн тонн в год); длина причалов № 1-8 — 908,8 м)
- Производственно-погрузочный комплекс № 2 (перевалка навалочных грузов: руды, угля, кокса, концентрата, окатышей, металлопродукции, зерна, (до 5,4 млн тонн в год); площадка 10500 m² для обработки контейнеров (416 TEU)[5]; длина причалов № 19-22 — 860 м)
- Производственно-погрузочный комплекс № 3 (перевалка навалочных и сыпучих грузов; длина причала — 1134 м)

### База отдыха «Портовик»
Измаильский порт располагал собственной базой отдыха «Портовик» площадью 5 га, расположенной на берегу озера Ялпуг. На базе были обустроены деревянные домики, тенистые беседки, шезлонги, бассейн, бар, бильярдная, тир, тренажёрный комплекс, волейбольные площадки. В середине 2017 года база отдыха была выставлена на продажу со стартовой ценой в 3,7 млн грн.

### Спортивный комплекс «Портовик»
В середине 1970-х предприятием был построен спортивный комплекс «Портовик» для проведения портовых Спартакиад, различных соревнований и тренировочных занятий по волейболу, баскетболу, футзалу, настольному теннису, восточным единоборствам. В середине 2016 года комплекс был передан городской мэрии Измаила.

## История
Год основания — 1813. Порт основан по предписанию князя Куракина А. Б. Основные грузы — пшеница, рыба, шерсть, сало, мед и другие продукты. В 1982 году была сооружена каменная пристань длиной 300 метров. К началу 20-го века ежегодно порт посещало от 400 торговый судов из Австрии, Великобритании, Германии, Франции и Османской империи.
С 1918 по 1940 год Измаил пребывал в составе Королевства Румыния. Порт на протяжении этих лет сохранял низкие объёмы перевалки.
После вхождения Бессарабии в состав СССР в 1940 году в порту была проведена широкомасштабная модернизация. Был построен элеватор и осуществлено оснащение предприятия плавучими кранами и ленточными конвейерами.
После окончания Великой Отечественной войны в порту началась масштабная реконструкция. 1 января 1945 года порт вошёл в состав Советского Дунайского государственного пароходства. По состоянию на 19 марта 1945 года предприятие располагало 8 причалами общей протяженностью 600 метров и 10 единицами портовой техники.
В 1969 году началось строительство второго района порта.
В 1977 был построен и оборудован контейнерный терминал, а в 1979 — второй район порта и железнодорожная станция Измаил — Порт Новый.
В 1986 второй район был разделен на 2 части и образованы Производственно-погрузочный комплекс № 2 и № 3.
С 1994 года порт является самостоятельным государственным предприятием Украины.
С 2012 по 2013 год в измаильском порту резко сократился грузооборот из-за потери грузопотока Полтавского ГОКа.
В 2015 году на предприятии была совершена модернизация 20 портальных кранов, нефтеналивного теплохода «Дон», буксира-толкача «Портовый-8» и "Портовый-1 ". Был проведен капитальный ремонт железнодорожных путей. Порт закупил маневровый трактор «Коваль» 5300.

## Статистика перегрузки
| Год  | Грузооборот, млн тонн |
| ---- | --------------------- |
| 1945 | 0,298                 |
| 1987 | 9,23                  |
| 1999 | 2,87                  |
| 2001 | 3,82                  |
| 2002 | 5,05                  |
| 2005 | 6,65                  |
| 2006 | 6,83                  |
| 2007 | 6,87                  |
| 2008 | 7,15                  |
| 2012 | 2,90                  |
| 2014 | 0,273                 |
| 2015 | 0,430                 |
| 2017 | 2,31                  |
| 2022 | 8,91                  |